# Hyphaene guineensis
Hyphaene guineensis là loài thực vật có hoa thuộc họ Arecaceae. Loài này được Schumach. & Thonn. mô tả khoa học đầu tiên năm 1827.